# CFR Marfă

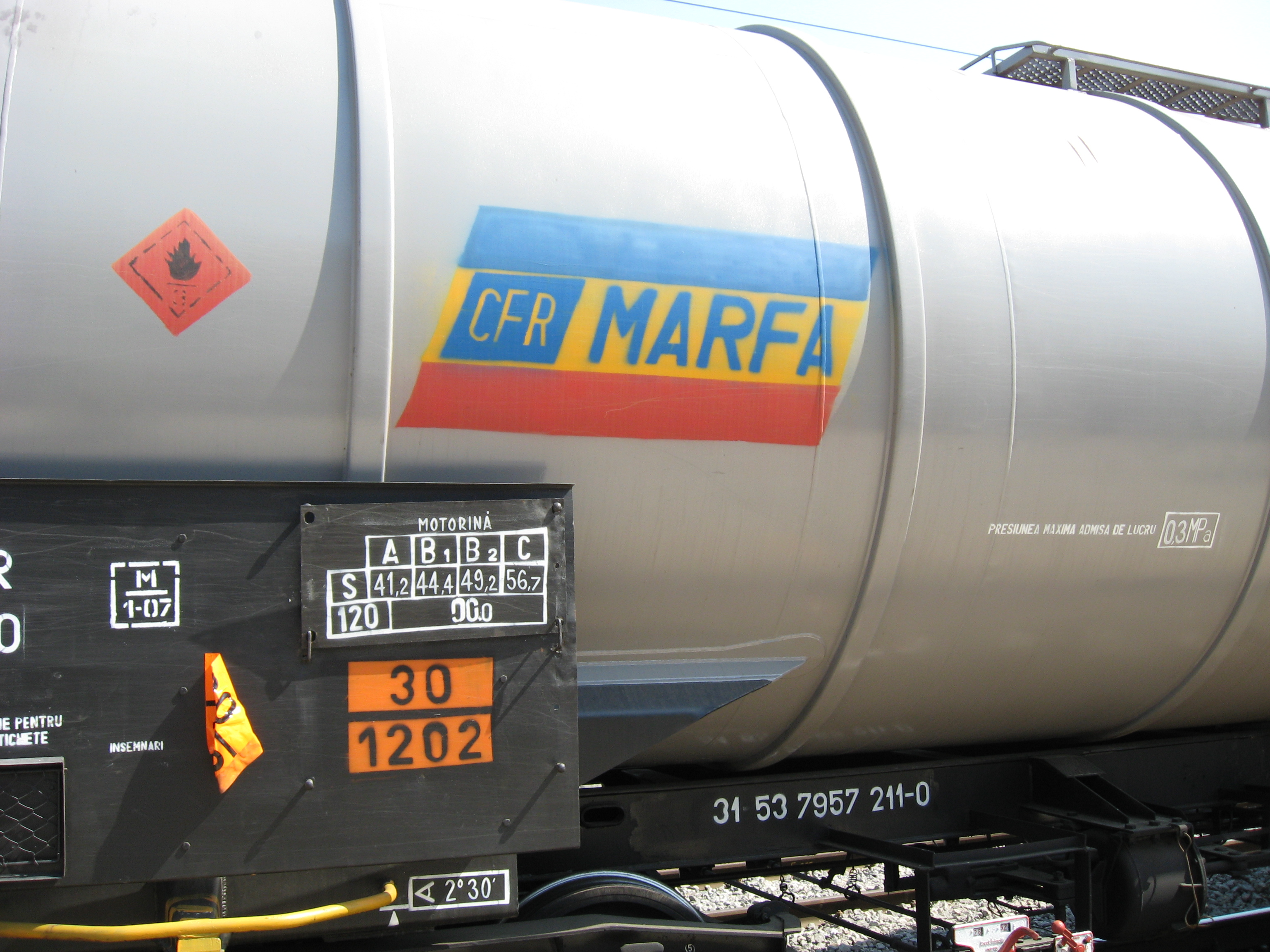
Wagon-citerne CFR Marfă

CFR Marfă est l'entreprise ferroviaire de fret appartenant à l'État roumain.
Anciennement, le fret était une division de Căile Ferate Române (CFR). Il s'est séparé en 1998 pour devenir une entreprise semi-indépendante.
En avril 2013, sous la pression du FMI pour réformer le secteur public, le gouvernement roumain a proposé de vendre une participation de 51 % dans CFR Marfă. En mai 2013, trois offres ont été reçues ; d'OmniTRAX, SC Grup Feroviar Român, et un partenariat entre Transferoviar Grup et Donau-Finanz. Le gouvernement a rejeté les trois offres. En septembre 2013, la participation de 51% dans CFR Marfă a été vendue à Grup Feroviar Român pour 202 millions d'euros, bien que le paiement complet soit reporté jusqu'à ce que l'accord soit approuvé par les autorités de la concurrence.
Le CFR Marfă subit de lourdes pertes. En 2013, il s'attend à perdre 47 millions d'euros ; il a perdu 20 millions d'euros en 2012 sur des recettes de 288,8 millions d'euros. Il n'a pas enregistré de bénéfice depuis 2007. Dans le cadre de la privatisation, le gouvernement roumain a alloué à CFR Marfă 606 millions de lei (137 millions d'euros) de dettes d'infrastructure ferroviaire.